# Brachycaudus prunicola
Espèce
Brachycaudus prunicola, le puceron brun du prunier ou puceron brun du pêcher, est une espèce d'insectes hémiptères de la famille des Aphididae.
Les feuilles recroquevillées abritent des pucerons à leur face inférieure ; en cas de pullulation, ils peuvent provoquer le  dessèchement des pousses.